# Åseda
Åseda este un oraș în Suedia.

## Demografie
| \| Evoluția demografică a zonei urbane Åseda, 1970–2015 \| Evoluția demografică a zonei urbane Åseda, 1970–2015 \| Evoluția demografică a zonei urbane Åseda, 1970–2015 \| Evoluția demografică a zonei urbane Åseda, 1970–2015 \| Evoluția demografică a zonei urbane Åseda, 1970–2015 \| \| --------------------------------------------------------------------------------------- \| ---------------------------------------------------- \| ---------------------------------------------------- \| ---------------------------------------------------- \| ---------------------------------------------------- \| \| An \| \| \| Locuitori \| \| \| 1970 \| 1970 \| \| 2.491 \| 2.491 \| \| 1975 \| 1975 \| \| 2.465 \| 2.465 \| \| 1980 \| 1980 \| \| 2.471 \| 2.471 \| \| 1990 \| 1990 \| \| 2.512 \| 2.512 \| \| 1995 \| 1995 \| \| 2.626 \| 2.626 \| \| 2000 \| 2000 \| \| 2.503 \| 2.503 \| \| 2005 \| 2005 \| \| 2.430 \| 2.430 \| \| 2010 \| 2010 \| \| 2.430 \| 2.430 \| \| 2015 \| 2015 \| \| 2.557 \| 2.557 \| \| Sursa: SCB - Statistika Centralbyrån, Folkmängden per tätort. Vart femte år 1960 - 2016 \| \| \| \| \| |      |  |           |       |
| Evoluția demografică a zonei urbane Åseda, 1970–2015 |      |  |           |       |
| An |      |  | Locuitori |       |
| 1970 | 1970 |  | 2.491     | 2.491 |
| 1975 | 1975 |  | 2.465     | 2.465 |
| 1980 | 1980 |  | 2.471     | 2.471 |
| 1990 | 1990 |  | 2.512     | 2.512 |
| 1995 | 1995 |  | 2.626     | 2.626 |
| 2000 | 2000 |  | 2.503     | 2.503 |
| 2005 | 2005 |  | 2.430     | 2.430 |
| 2010 | 2010 |  | 2.430     | 2.430 |
| 2015 | 2015 |  | 2.557     | 2.557 |
| Sursa: SCB - Statistika Centralbyrån, Folkmängden per tätort. Vart femte år 1960 - 2016 |      |  |           |       |